# Miguel Lobo Antunes
Miguel Lobo Antunes (Lisboa, 1947) é um jurista e gestor cultural português.
Licenciado em Direito, em 1972, tendo sido presidente da Associação Académica na Faculdade de Direito da Universidade de Lisboa. A nível profissional, Miguel  Lobo Antunes ainda começou o estágio de advocacia, mas abandonou-o quando estava na tropa. Depois de uma passagem pelo serviço de contencioso da Caixa Nacional de Pensões (hoje Centro Nacional de Pensões), tornou-se bibliotecário da Comissão Constitucional, órgão precursor do atual Tribunal Constitucional, no período subsequente ao 25 de abril de 1974, então presidido por Ernesto Melo Antunes. 
Na década de 1980 inicia a sua ligação à cultura, fazendo um percurso de cerca de 40 anos, em que colaborou, ora como programador e gestor, ora como jurista, em instituições públicas ou privadas, vocacionadas para a produção cultural. Começou como vice-presidente do Instituto Português do Cinema, entre 1983 e 1985, sendo, a seguir, programador, pela primeira vez, de cinema e animação para a Europália, em 1991. A 9 de dezembro de 1991, foi agraciado com o grau de Comendador da Ordem do Mérito. A seguir colabora com a organização do Lisboa 94, a primeira capital da cultura europeia, como assessor jurídico.
Em 1996, depois de uma passagem pelo gabinete do Ministro Mariano Gago, no primeiro governo de António Guterres, Miguel  Lobo Antunes ingressou na administração do Centro Cultural de Belém. De 1996 a 2001 esteve no CCB, onde se assinala ter sido o criador do festival Festa da Música. A 9 de junho de 2001, foi agraciado com o grau de Grande-Oficial da Ordem do Infante D. Henrique.
Entre 2002 e 2004 foi diretor artístico do Festival Internacional de Música de Mafra. 
Desempenhou o seu último cargo na gestão de instituições ligadas à cultura como administrador da Culturgest, onde foi responsável, sobretudo, pela programação cultural e pela comunicação, desde 2004 até 2017.
Em 2019 Miguel Lobo Antunes surge como ator e protagonista de um filme de João Nicolau, Technoboss, que conta a história de um homem na passagem para a reforma. Este filme foi a primeira entrada portuguesa na competição oficial do Festival de Locarno e recebeu o Grande Prémio do Júri no 16 Festival de Sevilla.
Filho de João Alfredo Lobo Antunes e de Maria Margarida Machado de Almeida Lima Lobo Antunes; irmão de António, João, Pedro, Nuno e Manuel Lobo Antunes; pai de José Maria Vieira Mendes e de João Lobo,  tio de Paula Lobo Antunes.